# 1234 (ロン・ウッドのアルバム)
『1234』は、イングランドのロック・ミュージシャン、ロン・ウッドが1981年に発表した、ソロ名義では4作目のスタジオ・アルバム。

## 解説
アンディ・ジョンズを共同プロデューサーに迎えて、まずマットレス・サウンド（当時ウッドが住んでいた家のガレージ）でセッションを開始し、その後、シャトー・レコーダーズとザ・レコード・プラントでレコーディングが行われた。チャーリー・ワッツやニッキー・ホプキンス等のローリング・ストーンズ人脈も参加しているが、ウッドの過去3作のソロ・アルバムと異なりキース・リチャーズは関与していない。また、ウッドの2作目のソロ・アルバム『ナウ・ルック』（1975年）に全面参加したボビー・ウーマックが「プライスレス」をウッドと共作し、更に「愛するお前に」のレコーディングに参加した。その他、ポインター・シスターズのアニタ・ポインター、ディーヴォのアラン・マイヤース、イエロージャケッツのジミー・ハスリップ等がセッションに参加している。
「レッド・アイズ」はミック・ジャガーにインスパイアされて作曲されたインストゥルメンタルである。また、「プライスレス」のアレンジはロッド・スチュワートによる。
本作リリース後の1981年9月25日より、ウッドはローリング・ストーンズのアメリカ・ツアーに参加しており、本作のプロモーション・ツアーは行われなかった。セールス的には前作『ギミ・サム・ネック』（1979年）ほどの成功を収められず、アメリカのBillboard 200では164位に終わる。

## 収録曲
特記なき楽曲はロン・ウッド作。4.はインストゥルメンタル。
1. ロックはワン・ツー・スリー - "1234" - 3:28
2. 愛するお前に - "Fountain of Love" (Ron Wood, Jim Ford) - 5:11
3. アウトローズ - "Outlaws" (R. Wood, J. Ford) - 4:02
4. レッド・アイズ - "Redeyes" (R.Wood / inspired by Mick Jagger) - 3:32
5. 風は激しくて - "Wind Howlin' Through" - 3:02
6. プライスレス - "Priceless" (R. Wood, Bobby Womack) - 4:18
7. 逃げたあいつ - "She Was Out There" - 5:13
8. ダウン・トゥ・ザ・グラウンド - "Down to the Ground" - 3:37
9. シー・ネヴァー・トールド・ミー - "She Never Told Me" (R. Wood, J. Ford) - 5:50

## 参加ミュージシャン
- ロン・ウッド - ボーカル、ギター、ドブロ・ギター、ベース、ピアノ、キーボード
- ロビン・ル・ムシュリエ - ギター(on 6.)
- ワディ・ワクテル - アコースティック・ギター(on 9.)
- イアン・マクレガン - エレクトリックピアノ(on 2.)、オルガン(on 3. 7. 8.)、キーボード(on 9.)
- ニッキー・ホプキンス - ピアノ(on 3. 4. 6. 8.)、キーボード(on 9.)
- ボビー・ウーマック - 12弦ギター(on 2.)、ベース(on 2.)
- ジェイ・デイヴィス - ベース(on 6.)
- ジミー・ハスリップ - ベース(on 8. 9.)
- アルヴィン・テイラー - ドラムス(on 1.)
- イアン・ウォーレス - ドラムス(on 2. 3. 8.)
- チャーリー・ワッツ - ドラムス(on 4.7. 9.)
- アラン・マイヤース - ドラムス(on 5.)
- カーマイン・アピス - ドラムス(on 6.)
- ジム・ケルトナー - パーカッション(on 1. 7. 9.)
- スティーヴ・マダイオ - ホーン・セクション
- ジム・ホーン - ホーン・セクション
- ボビー・キーズ - ホーン・セクション
- クライディ・キング - バックグラウンド・ボーカル(on 2. 6.)
- シャーリー・マシューズ - バックグラウンド・ボーカル(on 2.)
- アニタ・ポインター - バックグラウンド・ボーカル(on 3. 9.)